# Tobieler
Tobieler (ros. Тобелер) – wieś w Rosji, w Republice Ałtaju, w rejonie kosz-agackim. W 2010 liczyła 1058 mieszkańców, głównie Kazachów.